# Syncassidina aestuaria
Syncassidina aestuaria är en kräftdjursart som beskrevs av Baker 1928. Syncassidina aestuaria ingår i släktet Syncassidina och familjen klotkräftor. Inga underarter finns listade i Catalogue of Life.